# Supermassive Black Hole
«Supermassive Black Hole» — песня британской альтернативной рок-группы Muse, выпущенная на их четвёртом альбоме Black Holes and Revelations. Выпущена синглом в июне 2006, вместе с «Crying Shame». Впервые песня прозвучала в телесериале «Сверхъестественное» (S02E10). Затем — в качестве саундтрека к видеоигре «FIFA 07». В 2008 году песня была использована как саундтрек к фильму «Сумерки», а в 2011 прозвучала в эпизодах телевизионных сериалов «Доктор Кто» (S06E05) и «Бедлам» (S01E03). 8 мая 2008 года, песня была выпущена в содержании Guitar Hero III: Legends of Rock, наряду со «Stockholm Syndrome» и «Exo-Politics».

## Влияния
Мэттью Беллами сказал, что песня была «самой необычной из того, что мы когда-либо делали». Можно отметить влияние на эту песню творчества The Beatles, Millionaire, dEUS, Soulwax. Беллами сказал, что «эти группы были первыми, смешавшими ритмы R&B с рок-гитарой. Мы смешали много жанров для этого трека с небольшим количеством электроники».
На интервью с NME Беллами сказал, что «я посещал дискотеки в клубах Нью-Йорка. Это помогло создать „Supermassive Black Hole“. Franz Ferdinand хорошо делает подобные вещи, с тем самым танцевальным ритмом, смешанным с гитарой, и я всегда хотел создать нечто подобное».

## Клип
В видео к песне показана группа, играющая в масках в небольшом мебельном магазине. Видео создано Флорией Сигизмонди, известной своими клипами к песням таких исполнителей, как Мэрилин Мэнсон, The White Stripes, Interpol, Incubus и The Cure.

## Релиз
«Supermassive Black Hole» стала первым синглом, выпущенным с альбома 19 июня 2006, на виниле, компакт-диске, DVD и цифровой загрузке. Он достиг четвёртой позиции в британском сингловом чарте. В американском Billboard Alternative Songs песня достигла позиции № 6.
Второй песней с сингла является «Crying Shame». Впервые исполненная 19 декабря 2004 в Earls Court Exhibition Centre, была изменена во время тура «Absolution» и не включает рифф с live-версии.

## Список композиций
7" винил; CD-сингл
1. "Supermassive Black Hole — 3:29
2. «Crying Shame» — 2:38

DVD-сингл
1. «Supermassive Black Hole» (клип) — 3:29
2. «Supermassive Black Hole» — 3:29
3. «Supermassive Black Hole» (making-видео) — 12:04

## Чарты
| Чарт                                | Позиция |
| ----------------------------------- | ------- |
| UK Singles Chart                    | 4       |
| Australian Singles Chart            | 34      |
| Danish Singles Chart                | 7       |
| Dutch Singles Chart                 | 39      |
| Finnish Singles Chart               | 10      |
| French Singles Chart                | 51      |
| Irish Singles Chart                 | 16      |
| Italian Singles Chart               | 9       |
| Swiss Singles Chart                 | 33      |
| US Billboard Hot Modern Rock Tracks | 6       |